# Kriminalistička filmska komedija
Kriminalistički humoristički film je podžanr kriminalističkog filma. Jedan od prvih filmova iz žanra koji ga definira je Asfaltna džunglaiz 1950., za koji Film Genre 2000 kaže da je "gotovo jednom rukom popularizirao ovaj žanr u glavnostrujaškoj kinematografiji". Glavni likovi su pljačkaši čiji osobni propusti na karju dovode da pljačka propadne. Slični obrazac primijenjen je u Armored Car Robbery (1950.), The Killing (1956.) i The Getaway (1972.). Do 1990-ih su ovi filmovi "eksperimentirali i igrali se s ovim konvencijama" i više se usredotočili na odnose među likovima nego na sam zločin.

## Popis izabranih filmova
| Film                                | Godina | Ref.  |
| ----------------------------------- | ------ | ----- |
| 11 Harrowhouse                      | 1974.  | [ 3 ] |
| Armored Car Robbery                 | 1950.  | [ 2 ] |
| The Asphalt Jungle                  | 1950.  | [ 4 ] |
| Baby Driver                         | 2017.  | [ 5 ] |
| Bande à part                        | 1964.  | [ 4 ] |
| The Bank Job                        | 2008.  | [ 5 ] |
| Blue Collar                         | 1978.  | [ 6 ] |
| Bob le flambeur                     | 1956.  | [ 6 ] |
| Bottle Rocket                       | 1996.  | [ 5 ] |
| Le Cercle Rouge                     | 1970.  | [ 4 ] |
| Le deuxième souffle                 | 1966.  | [ 6 ] |
| Dog Day Afternoon                   | 1975.  | [ 4 ] |
| Fast Five                           | 2011.  | [ 5 ] |
| A Fish Called Wanda                 | 1988.  | [ 5 ] |
| Flawless                            | 2007.  | [ 3 ] |
| The Getaway                         | 1972.  | [ 6 ] |
| Grand Slam                          | 1967.  | [ 6 ] |
| Heat                                | 1995.  | [ 5 ] |
| The Hot Rock                        | 1972.  | [ 3 ] |
| How to Steal a Million              | 1966.  | [ 6 ] |
| Inception                           | 2010.  | [ 4 ] |
| Inside Man                          | 2006.  | [ 5 ] |
| The Italian Job                     | 1969.  | [ 5 ] |
| The Italian Job                     | 2003.  | [ 5 ] |
| The Killing                         | 1956.  | [ 5 ] |
| The Lavender Hill Mob               | 1951.  | [ 6 ] |
| Lock, Stock and Two Smoking Barrels | 1998.  | [ 5 ] |
| Logan Lucky                         | 2017.  | [ 5 ] |
| Ocean's Eleven                      | 2001.  | [ 4 ] |
| Ocean's Twelve                      | 2004.  | [ 6 ] |
| Point Break                         | 1991.  | [ 5 ] |
| Reservoir Dogs                      | 1992.  | [ 4 ] |
| Rififi                              | 1955.  | [ 4 ] |
| Set It Off                          | 1996.  | [ 5 ] |
| Sexy Beast                          | 2000.  | [ 4 ] |
| Snatch                              | 2000.  | [ 5 ] |
| The Sting                           | 1973.  | [ 5 ] |
| Thief                               | 1981.  | [ 4 ] |
| The Thomas Crown Affair             | 1968.  | [ 5 ] |
| The Thomas Crown Affair             | 1999.  | [ 5 ] |
| The Town                            | 2010.  | [ 5 ] |
| The Usual Suspects                  | 1995.  | [ 5 ] |
| Widows                              | 2018.  | [ 4 ] |

## Daljnji tekstovi
- Lee, Daryl. 2014. The Heist Film: Stealing with Style. Columbia University Press. ISBN 978-0-231-85058-2
- Sloniowski, Jeannette; Leach, Jim (ur.). The Best Laid Plans: Interrogating the Heist Film. Contemporary Approaches to Film and Media Series. Wayne State University Press. ISBN 978-0-8143-4224-4